# ألساندرو مانزوني
ألساندرو فرانشيسكو مانزوني (Alessandro Francesco Manzoni) (ميلانو، 7 مارس 1785 - ميلانو، في 22 مايو 1873) كاتب وشاعر الإيطالي.
يعتبر أحد أكبر روائيي إيطاليا عبر العصور، خصوصاً لروايته المخطوبون (I promessi sposi)، وهي أشهر أعماله ولا تزال تشكل علامة فارقة في الأدب الإيطالية.

## العائلة
جد مانزوني من أمه تشيزري بيكاريا كان كاتباً معروفاً، وكذلك أمه جوليا بيكاريا (1762-1841) كان مرأة لها موهبة أدبية.
والده بييترو مانزوني (1736-1807) سليل أسرة عريقة استقرت في ليكو منذ سنة 1612 مع جاكومو ماريا مانزوني، وكانت الأسرة هي الحاكمة الإقطاعية لبارزيو بوادي ساسينا. كانت يضرب بسيطرة آل مانزوني سواءً في ليكو أو في بارزيو الأمثال التي تقارنهم ببيوفيرنا، وهو جدول يُعرف بمتلاءه وأنه هادر ومندفع.
كان ألساندرو مانزوني يتطور ببطء، دخل عدة كليات واعتـُبر مغفلاً. غير أنه في سن الخامسة عشرة، طوّر شغفاً بالشعر، وكتب سونيتين اثنتين عاليتي المستوى. لدى وفاة والده سنة 1805، انضم إلى والدته بحي أوتيويل الباريسي، وأمضى عامين مختلطاً مع مجموعة أدبية ممن يسمون "الإيديولوجيون"، من مدرسة فلاسفة القرن الثامن عشر، أقام عبرهم العديد من الصداقات، لا سيما كلود شارل فوريل. هناك أيضا تشرّب الفولتيرية المناوئة للعقيدة الكاثوليكية، وفقط بعد زواجه، تحت تأثير زوجته، غيـّرها إلى الكاثوليكية الملتزمة.

## روابط خارجية
- ألساندرو مانزوني على موقع IMDb (الإنجليزية)
- ألساندرو مانزوني على موقع الموسوعة البريطانية (الإنجليزية)
- ألساندرو مانزوني على موقع ميوزك برينز (الإنجليزية)
- ألساندرو مانزوني على موقع إن إن دي بي (الإنجليزية)
- ألساندرو مانزوني على موقع ديسكوغز (الإنجليزية)